# Bohumír Bunža (politik)
Bohumír Bunža (10. února 1908 Bzenec – 27. listopadu 1990 New York) byl český a československý člen druhého odboje a politik; poválečný poslanec Prozatímního Národního shromáždění a Ústavodárného Národního shromáždění za Československou stranu lidovou a exilový československý politik.

## Biografie
Mládí prožil na Slovácku, pak po několik let bydlel u strýce, kanovníka Bohumíra Bunži ve Vyškově. Zde také absolvoval gymnázium. V letech 1927–1931 následovalo studium práv na Masarykově univerzitě v Brně. Pracoval na okresním soudu v Uherském Hradišti a pak coby okresní soudce v Bojkovicích. Za okupace byl aktivní v odboji. Spolupracoval s odbojovou skupinou Obrana národa a s výsadkem Carbon.
Politicky se již od 30. let 20. století angažoval v lidové straně. V roce 1940 se oženil s Růženou Kadlčíkovou, měli spolu později 2 děti. Po osvobození byl v letech 1945–1948 místopředsedou krajské rady strany v Uherském Hradišti. V letech 1945–1946 byl poslancem Prozatímního Národního shromáždění za lidovce. Mandát obhájil v parlamentních volbách v roce 1946 a stal se poslancem Ústavodárného Národního shromáždění, kde zasedal do roku 1948. V parlamentu působil v bezpečnostním výboru a patřil mezi skupinu protikomunistických poslanců, kteří se zde snažili čelit pronikání KSČ do bezpečnostních složek.
Jako soudce vyšetřoval hromadné povraždění německých občanů v Postoloprtech po druhé světové válce známé jako Postoloprtský masakr..
Po únorovém převratu v roce 1948 byl vyloučen z Československé strany lidové (nyní již ovládané prokomunistickou skupinou) a odešel 10. dubna do exilu tak, že se spolu s poslancem Štěpánem Bendou a svým bratrem ukryli v nákladním vlaku ve vagónu s nábytkem. V listopadu 1948 byl v nepřítomnosti v ČSR odsouzen k trestu smrti. Jeho žena s dětmi zůstala v Československu a roky marně usilovala o manželovu rehabilitaci. Teprve na konci 60. let se jí spolu s dětmi podařilo odejít za svým mužem do exilu. 
Bohumír Bunža působil po emigraci v Českém komitétu v Regensburgu. V exilu se angažoval v politických krajanských organizacích, nejdříve v Londýně, pak v Římě na nakonec v USA. Byl členem exilové Československé strany lidové, později křesťansko demokratické strany. Od roku 1950 patřil mezi hlavní postavy organizace Křesťansko-demokratická unie střední Evropy. V roce 1949 spoluzakládal Radu svobodného Československa. Byl členem jejího výboru v Londýně, od října 1949 hlavního výboru v USA. Ve vedení Rady svobodného Československa zasedal do roku 1974. V letech 1962–1977 byl rovněž členem vedení Mezinárodního křesťanského demokratického studijního a dokumentačního ústavu v Římě a šéfredaktorem Křesťansko-demokratické revue. Vydal francouzsky stručnou historii Československé strany lidové. Dožil se pádu komunistického režimu a dvakrát navštívil Československo včetně svého rodiště Bzence.
V roce 1992 byl posmrtně rehabilitován.